# پارک شبه‌ملی کیتاکیوشو
پارک شبه‌ملی کیتاکیوشو (به لاتین: Kitakyūshū Quasi-National Park) یک منطقهٔ مسکونی در ژاپن است که در استان فوکوئوکا واقع شده‌است.